# Maximien Hercule
Vous lisez un « bon article » labellisé en 2010.
Pour les articles homonymes, voir Maximien et Hercule (homonymie).
Maximien Hercule (en latin Maximianus Hercules), ou simplement Maximien, né vers 250 près de Sirmium et mort en juillet 310 à Marseille, est un officier romain qui joue un rôle important sous le règne de Dioclétien, initiateur de grandes réformes de l'empire. 
Au pouvoir depuis 284, Dioclétien fait de Maximien son César (empereur en second) en juillet 285 (avec le titre de Nobilissimus Caesar) et un Auguste en avril 286, avec le titre Imperator Caesar Marcus Aurelius Valerius Maximianus Herculius Pius Felix Invictus Augustus, aussi porté par Dioclétien, dont l'esprit politique complète les capacités militaires de Maximien. 
Maximien établit sa résidence à Trèves, mais passe la plupart de son temps en campagne. À la fin de l'été 285, il supprime la menace des rebelles bagaudes en Gaule. De 285 jusqu'en 288, il combat les tribus germaniques le long de la frontière rhénane. De concert avec Dioclétien, il conduit une importante politique de la terre brûlée à l'intérieur du territoire des Alamans en 288, soulageant temporairement les provinces rhénanes de la menace d'une invasion germanique.
L'homme qu'il nomme pour contrôler les rivages de la Manche, Carausius, se rebelle en 286, causant la sécession de la Bretagne et du Nord-Ouest de la Gaule. Maximien échoue à chasser Carausius, et sa flotte d'invasion est détruite par des tempêtes en 289 ou 290. Le subordonné de Maximien, Constance, dirige une campagne contre le successeur de Carausius, Allectus, pendant que Maximien se bat sur la frontière du Rhin. Le chef rebelle est évincé en 296, et Maximien descend vers le sud pour lutter contre les pirates maures en Hispanie et les incursions berbères en Maurétanie. Lorsque ces campagnes se terminent en 298, il part pour l'Italie, où il vit dans l'aisance jusqu'en 305. À la demande de Dioclétien, Maximien abdique le 1er mai 305, confère le titre d'Auguste à Constance, et se retire dans le sud de l'Italie.
À la fin de l'année 306, Maximien usurpe le titre d'Auguste et facilite la rébellion de son fils Maxence en Italie. En avril 307, il tente de déposer son fils, mais échoue et s'enfuit à la cour du successeur de Constance, Constantin, à Trèves. Lors de la conférence impériale de Carnuntum, Dioclétien et son successeur, Galère, obligent Maximien à renoncer de nouveau à sa prétention impériale. Au début de l'année 310, Maximien tente de s'emparer du titre de Constantin pendant que l'empereur mène une campagne sur le Rhin. Il reçoit peu de soutien, et il est capturé par Constantin à Marseille. Il se donne la mort pendant l'été 310 sur ordre de Constantin. Au cours de la guerre du nouvel empereur contre Maxence, tous les lieux publics sont purgés de l'image de Maximien. Cependant, après la victoire de Constantin, il est réhabilité et déifié.
Le long de la Garonne, la villa de Chiragan à Martres Tolosane livre quantité de bustes impériaux dont celui présenté ci-contre. Son importance en fait la deuxième plus grande villa du monde romain. Une hypothèse en fait une villa impériale de Maximien.

## Ses débuts

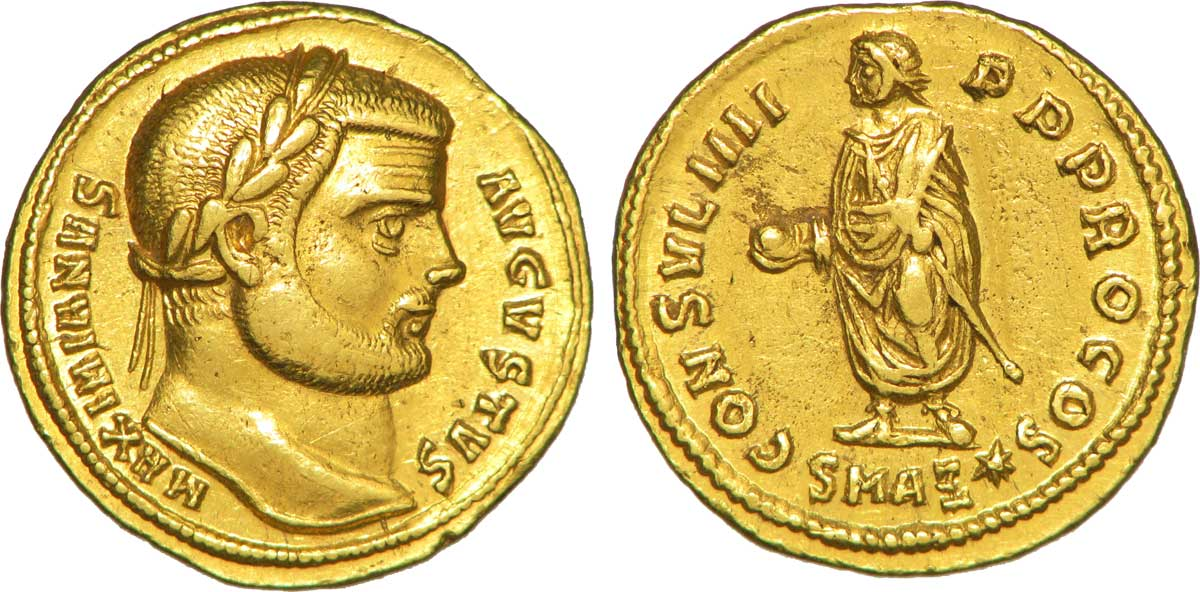
Aureus à l'effigie de Maximien Hercule.Date : 294-295
Le revers nous montre Maximien Hercule avec des attributs civils comme un citoyen en charge, un sénateur, le premier d’entre eux. Il est représenté comme “Rector Orbis” ou le sauveur du monde, attitude qui se rencontre déjà sur des aurei de Rome d’Antonin le Pieux pour le quatrième consulat associé à la quinzième puissance tribunitienne en 151-152.

Maximien naît près de Sirmium (actuelle Sremska Mitrovica, en Serbie) dans la province de Pannonie^, vers l'an 250 dans une famille de marchands,,. Outre ces informations, les sources antiques font de vagues allusions à une patrie illyrienne, à la vaillance de la Pannonie, et à la dureté de son éducation dans la région du Danube tourmentée par la guerre. Maximien s'engage dans l'armée, servant avec Dioclétien sous les empereurs Aurélien (270-275) et Probus (276-282). Il prend probablement part à la campagne de Carus en Mésopotamie en 283 et est présent lorsque Dioclétien est proclamé empereur par son armée le 20 novembre 284 à Nicomédie,,. La rapide nomination de Maximien par Dioclétien au titre de César est perçue par l'écrivain Stephen Williams et l'historien Timothy Barnes comme la conséquence d'une alliance à long terme entre les deux hommes : de ce fait leurs rôles respectifs semblent avoir été pré-arrangés, Maximien ayant probablement soutenu Dioclétien au cours de sa campagne contre Carin (283-285) mais il n'y a pas de preuves directes de ceci,.
Avec son attitude énergique, son caractère résolu et agressif, sa répugnance à se rebeller, Maximien représente le candidat idéal pour le poste impérial. L'historien du IVe siècle Aurelius Victor décrit Maximien comme « un ami fidèle, demi-barbare, il est vrai, mais doué d'une grande habileté pour la guerre et de beaucoup de jugement ». Malgré ses nombreuses qualités précitées, Maximien n'est pas quelqu'un d'instruit et préfère l'action à la réflexion. Le panégyriste de 289, après avoir comparé ses actions aux victoires de Scipion l'Africain sur Hannibal durant la deuxième guerre punique, suggère que Maximien n'a jamais entendu parler de celles-ci. Ses ambitions sont purement militaires ; il laisse les affaires politiques à Dioclétien. Le rhéteur chrétien Lactance insinue que Maximien partage les principaux traits de Dioclétien mais qu'il est moins puritain dans ses goûts, et profite des opportunités sensuelles que sa position d'empereur lui offre. Lactance accuse Maximien de « souiller » des filles de sénateurs et de voyager avec de jeunes filles vierges pour satisfaire son insatiable envie, même si sa crédibilité peut être remise en cause du fait de son hostilité généralisée envers les païens.
Maximien a deux enfants avec Eutropia, sa femme syrienne : Maxence et Fausta. Il n'y a pas d'informations précises sur leurs dates de naissance dans les sources antiques. Les estimations modernes sur la date de naissance de Maxence varient de l'année 277 à 287, et la plupart datent celle de Fausta vers l'année 298. Théodora, la femme de Constance Chlore, est souvent considéré dans les écrits de l'Antiquité comme la belle-fille de Maximien ; des recherches menées par Otto Seeck et Ernest Stein ont conclu qu'elle est née d'un premier mariage entre Eutropia et Afranius Hannibalianus. Barnes conteste ce point de vue, arguant que toutes les sources mentionnant une « belle-fille » sont issues d'informations du travail en partie peu fiable de l'auteur de l'Enmanns Kaisergeschichte, alors que d'autres sources, moins contestables, la considèrent comme la fille naturelle de Maximien. Il conclut que Théodora est née au plus tard vers l'année 275 d'une première femme inconnue de Maximien, peut-être une des filles d'Hannibalianus.

## Nomination comme César

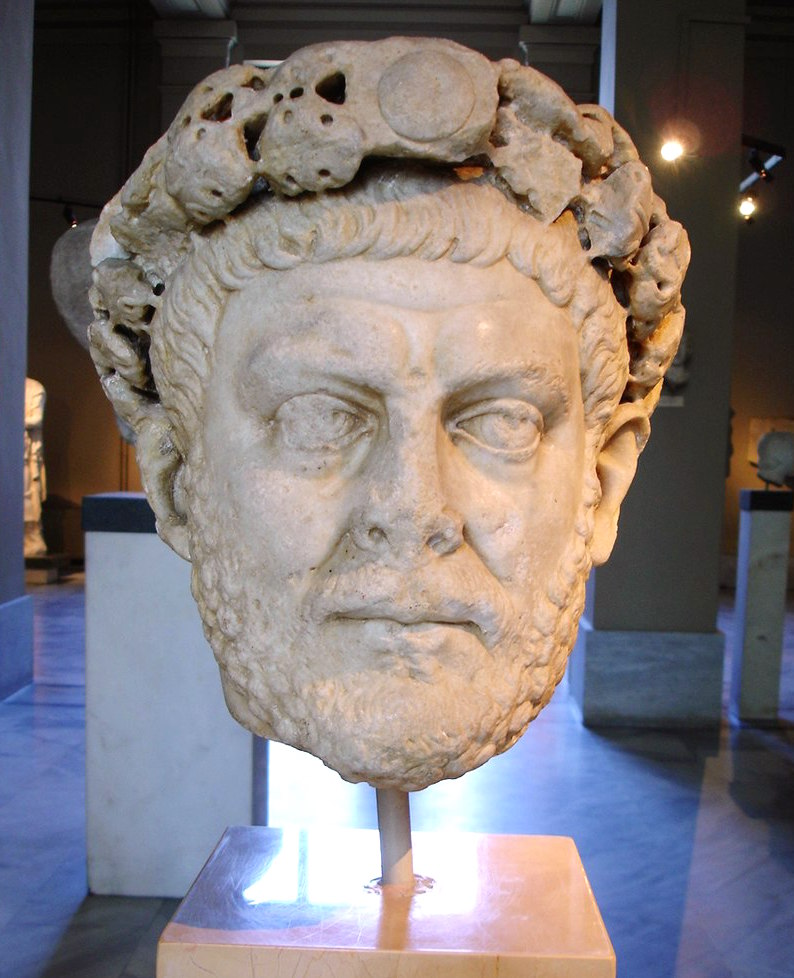
Dioclétien, supérieur de Maximien et empereur en Orient.

À Mediolanum (actuelle Milan, Italie) en juillet 285, Dioclétien proclame Maximien comme son codirigeant, ou César,,,,. Les raisons de cette décision sont complexes. Avec des conflits dans chaque province de l'empire, de la Gaule jusqu'en Syrie, de l'Égypte jusqu'au Danube inférieur, Dioclétien a besoin d'un lieutenant pour gérer cette lourde charge de travail,,. L'historien Stephen Williams suggère que l'empereur se considère lui-même comme un général médiocre et qu'il a recours à un homme comme Maximien pour faire la plupart de ses combats.
Ensuite, Dioclétien est vulnérable du fait qu'il n'a aucun fils – juste une fille, Valeria – qui pourrait lui succéder. Par conséquent, il est obligé de rechercher un codirigeant à l'extérieur de sa famille en qui il pourrait avoir confiance,,. L'historien William Seston soutient que Dioclétien, comme les empereurs en déshérence avant lui, adopte Maximien comme son filius Augusti (« fils d'Auguste ») lors de sa nomination à ce poste. Si certains historiens lui donnent raison, d'autres comme Frank Kolb déclarent que les arguments en faveur de l'adoption sont basés sur des erreurs d'interprétation des preuves papyrologiques,,,. Cependant Maximien ne prend pas le nomen (nom patronymique), Valerius,.
Enfin, Dioclétien a conscience qu'un dirigeant unique est dangereux et que des précédents existent en matière de gouvernement bicéphale. Malgré leurs prouesses militaires, les dirigeants d'un empire unifié Aurélien puis Probus ont été facilement écartés du pouvoir. En comparaison, quelques années auparavant, l'empereur Carus et ses fils ont régné conjointement sur l'empire, bien que cela ait été d'une durée limitée. Même le premier empereur, Auguste (27 av. J.-C. - 19) a partagé son pouvoir avec ses collègues et plusieurs postes officiels de coempereurs ont existé depuis Marc Aurèle (161-180).
Le système bicéphale a donc fait ses preuves par le passé. Vers 287, les relations entre les deux dirigeants sont redéfinies avec des expressions religieuses, Dioclétien endossant le titre de Iovius et Maximien celui d'Herculius,,. Ces titres sont empreints de symboles : Dioclétien-Jovis reçoit le rôle prépondérant de direction et de commandement ; Maximien-Hercule, le rôle héroïque de remplir les tâches qui lui sont assignées,,,,,. Pourtant, malgré ces symboles, les empereurs ne sont pas considérés comme des « dieux » dans le culte impérial (bien qu'ils soient identifiés comme tels dans les panégyriques impériaux). Au lieu de cela, ils ne sont que les instruments des dieux, chargés d'imposer leur volonté sur Terre. Une fois ces rites accomplis, Maximien s'approprie le contrôle du gouvernement de l'Occident et part en Gaule pour combattre les rebelles bagaudes pendant que Dioclétien retourne en Orient,,.

## Premières campagnes en Gaule et en Germanie
Les Bagaudes de Gaule sont d'obscurs personnages, apparaissant fugitivement dans les sources antiques à partir de 285 avec leur soulèvement. L'historien du IVe siècle Eutrope les décrit comme étant des populations rurales dirigées par Pomponius Élien et Amandus, alors qu'Aurelius Victor les considère comme des brigands,. L'historien David S. Potter suggère qu'ils sont plus que de simples paysans, cherchant soit à obtenir une autonomie politique en Gaule soit à rétablir l'empereur récemment déposé Carus (originaire de la Gaule narbonnaise, dans ce qui deviendra le sud de la France) : dans cette hypothèse, ils ne seraient pas des brigands, mais des troupes impériales qui ont fait défection. Bien que mal équipés, dirigés et entraînés – le rapport de force étant largement en faveur des légions romaines – Dioclétien les considère sûrement comme une menace suffisante pour qu'il envoie un empereur à leur rencontre,,,,.
Maximien se déplace en Gaule, engageant le combat contre les bagaudes à la fin de l'été 285,. Les détails sur cette campagne sont rares et ne fournissent aucune information sur les tactiques employées : les sources historiques insistent seulement sur les victoires et les vertus de Maximien. Le panégyrique de 289 dédié à Maximien rapporte qu'il a été à la fois dur et clément envers les rebelles,. Parce que la campagne est menée contre les propres citoyens de l'empire, il serait de mauvais goût qu'elle soit comptabilisée dans les titres et les triomphes officiels. En effet, le panégyrique de Maximien déclare « Je passe en hâte sur cet épisode : je vois en effet que ta bonté aime mieux oublier cette victoire que s'en glorifier. ». À la fin de l'année, la révolte a sensiblement diminué et Maximien déplace la majorité de ses forces sur la frontière rhénane, annonçant une période de stabilité dans la région,.
Cependant, Maximien ne réprime pas assez vite la rébellion bagaude pour éviter la réaction des Germains. À l'automne 285, deux armées barbares – une composée de Burgondes et d'Alamans, l'autre de Chaibones et d'Hérules – traversent à gué le Rhin et entrent en Gaule,,,. La première armée est décimée par la maladie et la faim, pendant que la seconde est interceptée et défaite par Maximien. Il établit ensuite son quartier général sur le Rhin en vue de campagnes futures, soit à Mogontiacum (actuelle Mayence, Allemagne), à Augusta Treverorum (actuelle Trèves), ou à Colonia Agrippina (actuelle Cologne).

## Carausius

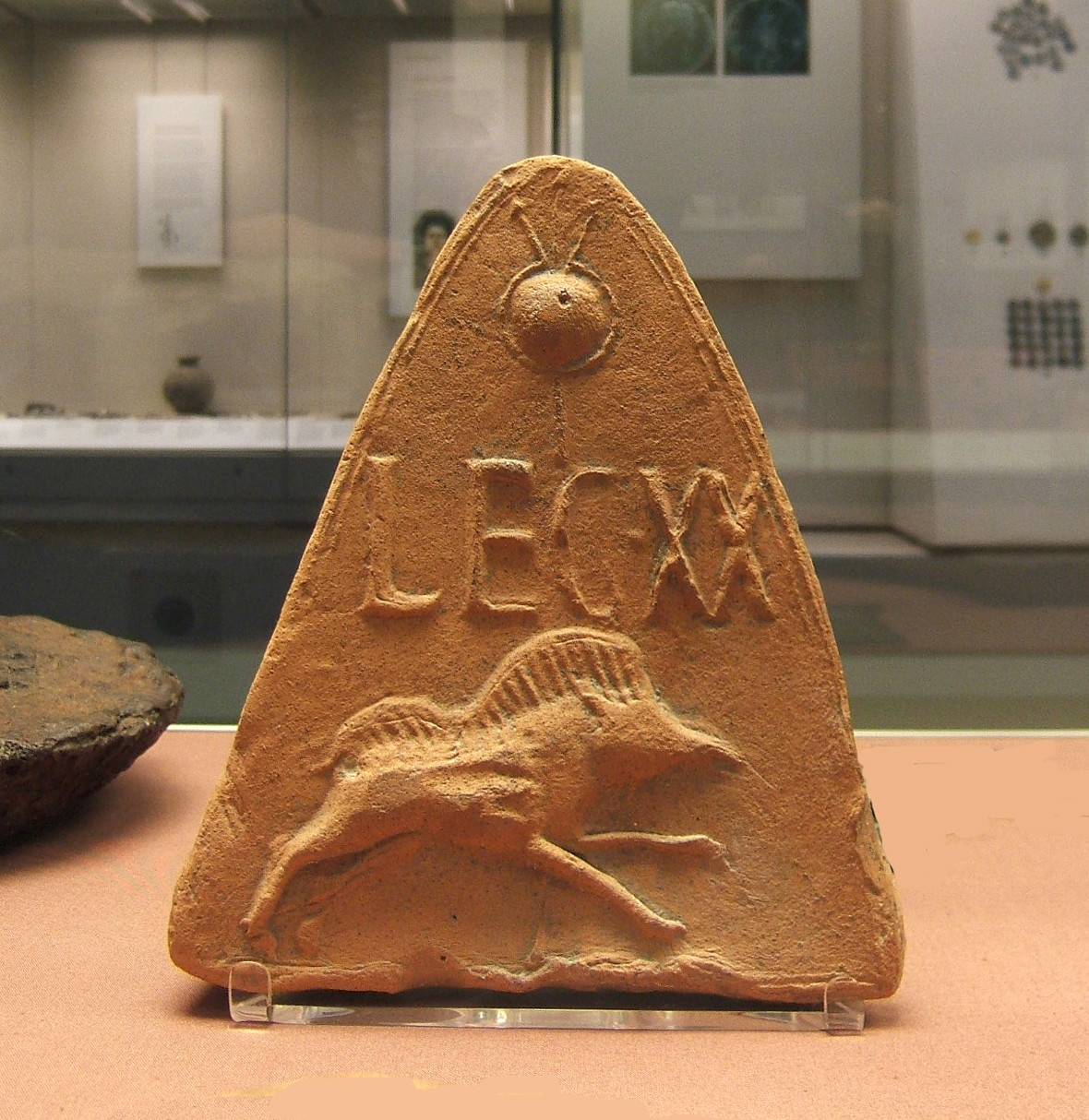
Antéfixe romain issue d’un toit en tuile montrant l'insigne et la bannière de la Legio XX Valeria Victrix, une des légions qui se joint à la révolte de Carausius

Bien que la majeure partie de la Gaule soit pacifiée, les régions frontalières de la Manche subissent toujours les assauts des pirates francs et saxons. Les empereurs Probus et Carin ont commencé à fortifier la Côte saxonne, mais beaucoup reste encore à faire,. Par exemple, il n'y a aucune trace archéologique de bases navales à Douvres et à Boulogne entre l'année 270 et 285. En réponse au problème de piraterie, Maximien nomme Carausius, un Ménapien originaire de Germanie inférieure (au sud et à l'ouest des Pays-Bas), pour surveiller la Manche et la libérer des pirates, ce qu’il effectue avec succès. À la fin de l'année 285, il s'est déjà emparé d'un très grand nombre de navires pirates,.
Maximien apprend bientôt que Carausius laisse les pirates piller leurs cibles avant de les attaquer et que leur butin va dans ses poches et non à la population en général ou dans le trésor impérial,,,,. L'empereur ordonne l'arrestation et l'exécution de Carausius, le poussant à fuir le continent pour la Bretagne. Le soutien à Carausius parmi la population bretonne est important, et au moins deux légions de la Bretagne (la II Augusta et la XX Valeria Victrix) se rallient à lui, de même que certains voire la totalité des membres de la légion stationnée près de Boulogne (probablement la XXX Ulpia Victrix). Carausius élimine rapidement les rares loyalistes de son armée et se proclame lui-même Auguste.
Maximien n'est guère en mesure d'intervenir. Il ne possède pas de flotte – il l'a confié à Carausius – et il est occupé à réprimer les incursions des Hérules et des Francs. Pendant ce temps, Carausius renforce sa position en agrandissant sa flotte, engageant des mercenaires francs, et en offrant une bonne solde à ses troupes. À l'automne 286, la Bretagne, la plupart du Nord-Ouest de la Gaule, et l'ensemble des côtes de la Manche sont sous son contrôle. Carausius se déclare lui-même chef d'un État indépendant breton, un Imperium Britanniarum et émet des pièces d'une pureté nettement supérieure que celle de Maximien et Dioclétien, gagnant ainsi le soutien des marchands bretons et gaulois. Même les troupes de Maximien deviennent vulnérables à l'influence et à la richesse de Carausius,.

## Nomination comme Auguste
Sous l'impulsion de la crise en Bretagne, Maximien prend le titre d'Auguste,,,, le 1er avril 286. Ce titre lui confère le même statut que Carausius, – créant ainsi une incompatibilité plus grande entre deux Auguste qu'entre un Auguste et un César – et, dans la propagande impériale, Maximien est proclamé frère de Dioclétien, son égal en matière d'autorité et de prestige. Dioclétien ne peut être présent lors de la nomination de Maximien, poussant Otto Seeck à suggérer que le nouvel empereur a usurpé le titre et qu'il n'a seulement été reconnu plus tard par Dioclétien afin d'éviter une guerre civile. Cette hypothèse ne reçoit pas beaucoup de soutien, et l'historien William Leadbetter l'a récemment réfutée. Malgré la distance physique entre les empereurs, Dioclétien lui fait assez confiance pour l'investir du pouvoir impérial, et Maximien lui témoigne toujours de suffisamment de respect pour agir en accord avec sa volonté,.

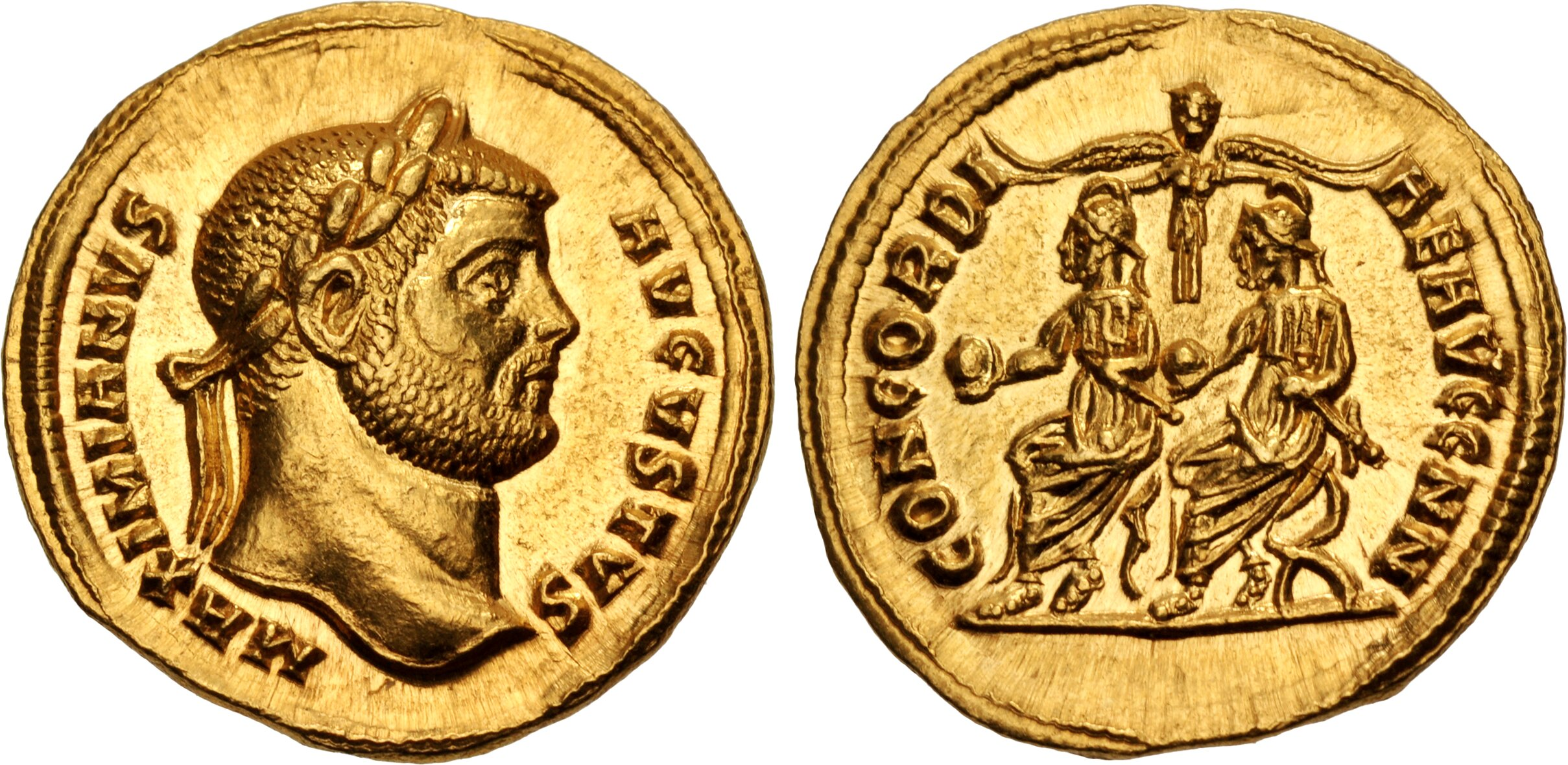
Aureus représentant Maximien tête laurée à l'avers; accompagné de l'inscription MAXIMIANVS AUGVSTVS. Au revers, Dioclétien et Maximien, tous deux casqués et drapés, assis sur des chaises curules, tenants un globe de la main droite et un parazonium de la main gauche. Ils sont couronnés par la Victoire avec l'inscription CONCORDI AE AVGG NN (la concorde des deux Augustes).

En théorie, l'Empire romain n'est pas divisé par un double imperium. Bien que ces divisions se soient effectivement produites – chaque empereur ayant sa propre cour, armée et résidences officielles – il ne s'agit que d'une division d'ordre pratique, sur le fond l'empire reste unifié ; ainsi la propagande impériale de 287 insiste sur une Rome unique et indivisible, un patrimonium indivisum,. Comme le panégyrique de 289 dédié à Maximien le déclare : « Ainsi exercez-vous en commun une telle autorité sans l'ombre d'une rivalité et ne laissez-vous s'élever entre vous aucun différend : semblables à ces jumeaux, à ces Héraclides, qui régnaient à Lacédémone, vous avez dans le gouvernement de l'État une part égale. ». Les décisions juridiques et les célébrations impériales sont rendues au nom des deux empereurs ; les mêmes pièces sont émises dans les deux parties de l'empire,. Dioclétien envoie parfois des ordres sur la province de l'Afrique de Maximien ; celui-ci pourrait avoir fait de même sur le territoire de Dioclétien.

## Campagnes contre les Germains

### Campagnes de 286 et de 287
Maximien prend conscience qu'il ne peut pas immédiatement supprimer la menace de Carausius et mène à la place une campagne contre les princes rhénans,,. En tout cas ces germains forment probablement des menaces plus grandes pour la paix en Gaule que Carausius, et sont une source de soutien au renégat romain,. Bien que Maximien ait de nombreux ennemis le long du fleuve, ils se battent le plus souvent entre eux qu'avec les troupes impériales. Peu d'informations sont connues au sujet de la date des campagnes de Maximien sur le Rhin mais on l'estime généralement entre 285 et 288. Alors qu'il reçoit les insignes consulaires (les fasces symboles de l'autorité) le 1er janvier 287, il est interrompu par la nouvelle d'un raid barbare. Ôtant sa toge et enfilant son armure, il marche à la rencontre des barbares et, bien que leurs forces ne se soient pas entièrement dispersées, il célèbre sa victoire en Gaule plus tard dans l'année.
Maximien estime que les burgondes et les alamans de la région Moselle-Vosges sont de loin la plus grande menace, aussi il les cible en premier. Il mène une campagne contre eux utilisant une politique de la terre brûlée, ravageant leur territoire et réduisant leur population par la famine et la maladie. Après les Burgondes et les Alamans, Maximien déplace ses troupes contre les peuples plus faibles des Chaibones et des Hérules. Il les accule et les défait en une seule bataille. Il prend lui-même part au combat, chevauchant le long de la ligne de bataille jusqu'à ce que les forces germaniques battent en retraite. Avec ses ennemis affaiblis par la famine, Maximien déclenche une importante invasion sur le Rhin,. Il s'enfonce profondément à l'intérieur du territoire germanique, amenant la destruction sur la patrie de ses ennemis, et démontrant la supériorité des armes romaines. À l'hiver 287, il a l'avantage et les régions rhénanes sont libérées de la menace des Germains. Le panégyriste de Maximien déclare : « Tout ce que j'aperçois au-delà du Rhin est romain ! »,.

### Campagne conjointe contre les Alamans

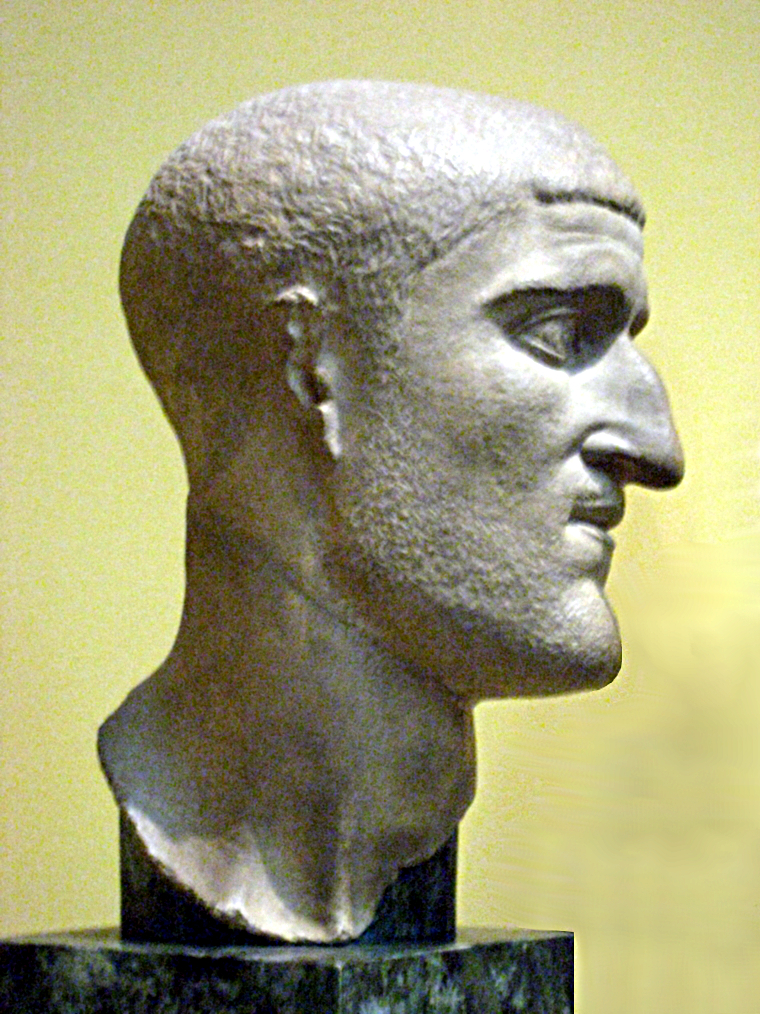
Flavius Constantius, préfet du prétoire de Maximien et époux de sa fille Théodora.

L'été suivant, alors que Maximien est en plein préparatifs pour affronter Carausius, Dioclétien rentre d'Orient. Les empereurs se rencontrent la même année, mais ni la date ni le lieu de cette rencontre ne sont connus avec certitude. Ils se mettent probablement d'accord sur une campagne conjointe contre les Alamans et pour une expédition navale contre Carausius,,,,.
Plus tard dans l'année, Maximien dirige une invasion surprise sur les Champs Décumates – une région située au plus profond du territoire des Alamans entre le Rhin supérieur et le Danube supérieur – pendant que Dioclétien envahit la Germanie via la Rhétie. Les deux empereurs brûlent les récoltes et l'approvisionnement alimentaire partout où ils vont, détruisant les moyens de subsistances des Germains. Ces victoires ajoutent de vastes portions de territoire à l'empire et permettent aux projets de renforcement de la frontière de Maximien de se poursuivre sans perturbation supplémentaire,,,. Au lendemain de la guerre, les villes situées le long du Rhin sont reconstruites, des têtes de ponts sont créées sur la rive orientale à des endroits comme Mayence et Cologne, et une frontière militarisée est établie, comprenant des forts, des routes et des places fortifiées. Une route militaire passant par Tornacum (actuelle Tournai, Belgique), Bagacum (actuelle Bavay, France), Atuatuca Tungrorum (actuelle Tongres, Belgique), Mosae Trajectum (actuelle Maastricht, Pays-Bas) et Cologne, relie les différentes places le long de la frontière.

### Constance, Gennobaud, et réinstallation
Au début de l'année 288, Maximien nomme son préfet du prétoire Flavius Constantius (futur empereur sous le nom de Constance Chlore), époux de sa fille Théodora, à la tête d'une campagne contre les alliés francs de Carausius. Ces tribus franques contrôlent les estuaires du Rhin, contrecarrant les attaques maritimes dirigées contre Carausius. Constance se dirige vers le nord à travers leur territoire, semant le chaos, avant d'atteindre la mer du Nord. Les Francs demandent la paix et par l'accord qui est conclu Maximien rétablit le roi franc déposé Gennobaud. Gennobaud devient le vassal de Maximien et, avec la plupart des chefs francs qui à leur tour prêtent serment de loyauté à Gennobaud, la domination romaine sur la région est assurée.
Maximien autorise l'installation des Frisons, des Francs saliens, des Chamaves, des Hattuaires et d'autres populations Germaines le long d'une bande de territoire romain, soit entre le Rhin et le Waal de Noviomagus (actuelle Nimègue, Pays-Bas) à Traiectum (actuelle Utrecht, Pays-Bas), soit près de Trèves. Ils reçoivent le droit de s'installer uniquement s'ils reconnaissent la domination romaine. Leur présence, qui fournit un réservoir de main d'œuvre et empêche l'implantation d'autres Francs, offre à Maximien une zone tampon sur le nord du Rhin et réduit son besoin en garnisons dans la région.

## Dernières campagnes en Gaule et en Bretagne

### Échec de l'expédition contre Carausius

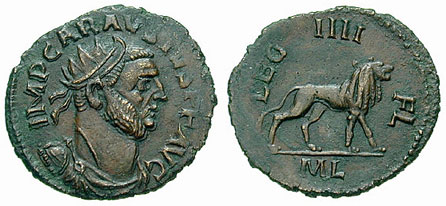
Carausius, empereur rebelle de la Bretagne romaine.

En 289, Maximien prépare l'invasion de la Bretagne dominée par Carausius, mais pour plusieurs raisons le plan échoue. Le panégyrique de 289 est optimiste quant aux perspectives de la campagne : mais le panégyrique de 291 n'y fait aucune mention. Le panégyrique de Constance suggère que sa flotte est détruite par une tempête,,,,,, mais cela aurait simplement été une façon de diminuer l'embarras de la défaite,. Dioclétien écourte sa tournée orientale en province peu après, peut-être en apprenant l'échec de Maximien,. Il rentre en hâte en Occident, arrivant à Émèse le 10 mai 290,,, et à Sirmium sur le Danube le 1er juillet 290,,.
Dioclétien rencontre Maximien à Milan soit à la fin décembre 290 soit en janvier 291,. La foule s'est réunie pour assister à la traversée de la ville par les empereurs et ceux-ci consacrent beaucoup de temps à leur apparat public. Potter, entre autres, suppose que ces cérémonies ont été arrangées pour démontrer le soutien infaillible de Dioclétien envers son collègue chancelant. Les gouvernants discutent en secret des affaires politiques et militaires,,, et ils envisagent probablement l'idée d'étendre le collège impérial pour y inclure quatre empereurs (la Tétrarchie),. Pendant ce temps, une délégation du Sénat romain rencontre les dirigeants et renouvelle leurs rares contacts avec le poste impérial,,. Les empereurs ne se réunissent à nouveau qu'en 303.
Après l'échec de l'invasion de Maximien en 289, une trêve fragile avec Carausius débute. Maximien tolère l'emprise de Carausius sur la Bretagne et sur le continent mais refuse d'accorder une légitimité formelle à l'État sécessionniste. Pour sa part, Carausius se satisfait de ses territoires au-delà des côtes continentales de la Gaule. Cependant, Dioclétien ne tolèrerait pas plus longtemps un tel affront à sa dignité. Face à la sécession de Carausius et aux défis supplémentaires sur les frontières égyptienne, syrienne et danubienne, il se rend compte que deux empereurs sont insuffisants pour gérer l'empire. Le 1er mars 293 à Milan, Maximien nomme Constance au poste de César. Soit le jour même soit un mois plus tard, Dioclétien fait de même avec Galère, établissant ainsi la « Tétrarchie » ou « quatre gouvernants »,,,,. On fait comprendre à Constance qu'il doit réussir là où Maximien a échoué à savoir vaincre Carausius,.

### Campagne contre Allectus

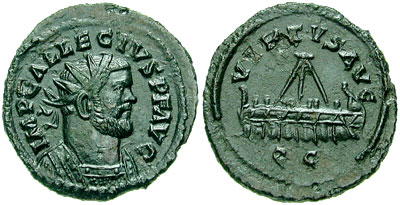
Allectus, assassin et successeur de Carausius.

Constance répond rapidement et efficacement aux attentes et, en 293, il expulse les forces de Carausius du Nord de la Gaule. La même année, Carausius est assassiné et remplacé par son fonctionnaire des finances, Allectus. Constance remonte la côte en direction des estuaires du Rhin et de l'Escaut où il remporte une victoire sur les alliés francs de Carausius, prenant ainsi le titre de Germanicus maximus,. Constance reporte désormais son attention sur la Bretagne, et passe les années qui suivent à bâtir une flotte d'invasion,. Maximien, demeuré en Italie après la nomination de Constance, est informé de ces plans et, à l'été 296, il repart en Gaule. Là-bas, il contient les alliés francs de Carausius sur la frontière rhénane pendant que Constance déclenche son invasion de la Bretagne. Allectus est tué au cours d'une bataille sur les collines du Hampshire face au préfet du prétoire, Asclepiodotus. Constance débarque lui-même près de Dubris (Douvres) et marche sur Londinium (Londres), dont les citoyens l'accueillent comme un libérateur,,,.

## Campagnes en Afrique du Nord, Quinquegentiens (Kabylie)
Avec le retour victorieux de Constance, Maximien peut se concentrer sur le conflit en Maurétanie (Afrique du Nord-Ouest). Du fait de l'affaiblissement de l'autorité romaine au cours du IIIe siècle, les berbères harcèlent les colonies romaines de la région avec des conséquences de plus en plus graves. En 289, le gouverneur de la Maurétanie Césarienne (correspondant à l'actuelle Algérie centrale et occidentale) obtient un court répit en opposant une petite armée aux Quinquegentanei et aux Bavares (Région Historique de Kabylie en Algérie), mais les raids reprennent peu après. En 296, Maximien lève une armée, composée de cohortes prétoriennes, de légionnaires égyptiens, danubiens et d'Aquilée, d'auxiliaires gaulois et germaniques et de recrues thraces et progresse à travers l'Espagne à l'automne. Il défend peut-être la région contre les raids maures avant de traverser le détroit de Gibraltar et d'arriver en Maurétanie Tingitane (au Maroc actuel) pour protéger la région des pirates francs.
En mars 297, Maximien engage une sanglante offensive contre les Berbères. La campagne s'étend en longueur, et Maximien passe l'hiver 297-298 au repos à Carthage avant de repartir au combat,. Non content de les repousser dans leur région d'origine dans les montagnes de l'Atlas, plus précisément de Kabylie, région Historiquement révolutionnaire ayant pour cœur une montagne réputée inexpugnable nommée par les Romains non sans raison, du fait du glaive porté par ses habitants, de "Mont Ferratus" ( Montagne de fer) – d'où ils pourraient poursuivre la guerre – Maximien s'aventure profondément à l'intérieur du territoire berbère. Le terrain lui est défavorable, et les Quinquegentiens mènent une habile guérilla, mais Maximien continue malgré tout. Apparemment désireux d'infliger le plus de dégâts possibles à ces tribus, il ravage les territoires précédemment sécurisés, tue autant qu'il peut, et chasse les rescapés dans le Sahara,. Sa campagne se conclut au printemps 298 et, le 10 mars, il fait une entrée triomphale dans Carthage. Des inscriptions carthaginoises rapportent la gratitude du peuple envers Maximien, le saluant – comme lors de l'entrée de Constance dans Londres – comme le redditor lucis aeternae (« restaurateur de la lumière éternelle »,). Maximien rentre en Italie en 299 pour célébrer un autre triomphe à Rome au printemps,,.

## En retrait
Après sa campagne en Maurétanie, Maximien retourne dans le Nord de l'Italie, menant une vie de loisirs dans les palais de Milan et d'Aquilée, et déléguant les tâches militaires à son subordonné Constance,. Maximien se montre plus agressif dans ses relations avec le Sénat que Constance, et Lactance prétend qu'il sème la terreur parmi les sénateurs, au point d'inculper et d'exécuter à tort par la suite plusieurs d'entre eux, dont le préfet de Rome en 301 ou 302,. En revanche, Constance maintient quant à lui de bonnes relations avec l'aristocratie sénatoriale et se consacre activement à la défense de l'empire. Il prend les armes contre les Francs en 300 ou 301 et en 302 – pendant que Maximien demeure en Italie – il poursuit sa campagne contre les tribus germaniques sur le Rhin supérieur
Maximien sort uniquement de son repos en 303, à cause du vicennalia de Dioclétien, le 20e anniversaire de son règne, à Rome. Certains témoignages suggèrent que c'est à ce moment que Dioclétien exige la promesse de Maximien qu'il se retire en même temps que lui, transmettant leurs titres d'Auguste aux Césars Constance et Galère,,. Vraisemblablement, le fils de Maximien, Maxence et celui de Constance, Constantin – qui ont tous deux grandi à Nicomédie, devraient devenir à leur tour les nouveaux Césars. Alors que Maximien pourrait ne pas vouloir se retirer, Dioclétien conserve la maîtrise de la situation et il y a peu d'opposition de la part de son coempereur. Avant de renoncer à ses fonctions, Maximien recevrait ainsi un dernier moment de gloire en officiant les Jeux séculaires en 304.
Le 1er mai 305, dans des cérémonies séparées à Milan et à Nicomédie, Dioclétien et Maximien renoncent simultanément à leurs fonctions. Leurs successions ne correspondent pas entièrement au souhait de Maximien : peut-être du fait de l'influence de Galère, Sévère et Maximin sont nommés Césars, excluant ainsi Maxence. Ces deux nouveaux Césars ont de longues carrières militaires derrière eux et sont en effet des proches de Galère : Maximin est son neveu et Sévère un ancien compagnon d'armes. Maximien s'aigrit rapidement de cette nouvelle tétrarchie, qui voit Galère prendre la position dominante que Dioclétien a jadis tenue. Bien que Maximien conduise la cérémonie qui proclame Sévère César, il soutient deux années plus tard la rébellion de son fils contre le nouveau pouvoir,. Dioclétien se retire dans son palais opulent qu'il a fait bâtir dans sa région d'origine, en Dalmatie près de Salone sur la mer Adriatique. Maximien s'établit dans des villas en Campanie ou en Lucanie, où il mène une vie faite de tranquillité et de luxe,. Bien qu'éloignés des centres politiques de l'empire, Dioclétien et Maximien restent suffisamment proches pour conserver un contact régulier.

## Rébellion de Maxence
Après la mort de Constance, le 25 juillet 306, Constantin s'approprie le titre d’Auguste. Cela contrarie Galère, qui choisit à la place de lui offrir le titre de César, ce que Constantin accepte. Le titre d’Auguste revient alors à Sévère,,,. Maxence jalouse le pouvoir de Constantin, et le 28 octobre 306, il convainc une cohorte de gardes impériaux de le proclamer empereur. Mal à l'aise avec un pouvoir unique, Maxence envoie un ensemble de robes impériales à Maximien et le salue comme « Auguste pour la deuxième fois », lui offrant une autorité en théorie égale mais en réalité moins puissante et d'un rang inférieur.

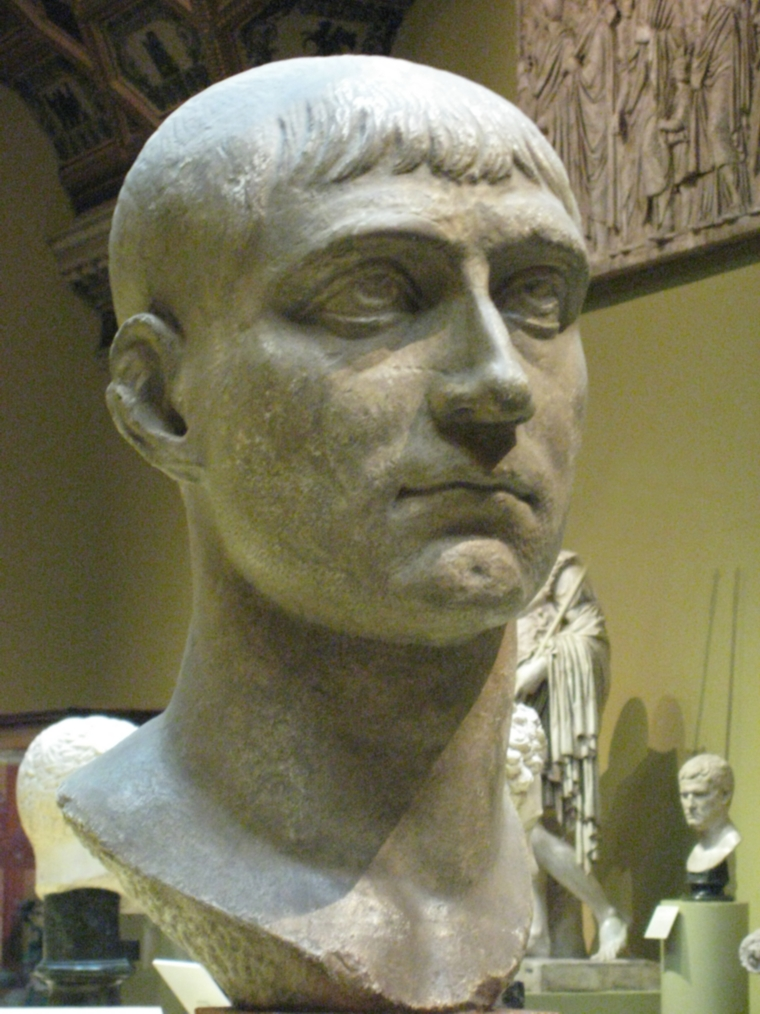
Maxence, fils de Maximien.

Galère refuse de reconnaître Maxence et envoie Sévère avec l'armée à Rome pour le déposer. Comme de nombreux soldats ont servi sous les ordres de Maximien et ont accepté les pots-de-vin de Maxence, la plupart de l'armée se rallie à lui. Sévère s'enfuit à Ravenne, que Maximien assiège. La cité est très bien fortifiée, aussi Maximien pose des conditions de reddition, que Sévère accepte. Maximien le fait prisonnier et le conduit sous bonne garde dans une villa publique au sud de Rome, où il est retenu en otage. À l'automne 307, Galère dirige une seconde force contre l'usurpateur mais il échoue de nouveau à s'emparer de Rome, et bat en retraite au nord avec son armée presque intacte.
Pendant que Maxence renforce les défenses de la ville de Rome, son père, agissant seul, part en Gaule pour négocier avec Constantin. Un accord est conclu dans lequel Constantin accepterait de se marier avec la plus jeune fille de Maximien, Fausta et d'être élevé au rang d’Auguste dans le régime sécessionniste de son fils. En échange, Constantin réaffirmerait la vieille alliance familiale entre Maxence et Constance, et soutiendrait la cause de Maxence en Italie mais demeurerait neutre dans la guerre contre Galère. Cet accord est scellé par une double cérémonie à Trèves à la fin de l'été 307, à laquelle Constantin épouse Fausta et est proclamé Auguste par Maximien.
Maximien rentre à Rome à l'hiver 307-308 mais se brouille peu après avec son fils et au printemps il conteste son droit à parler au cours d'une assemblée de soldats romains. Il prend la parole pour décrier un gouvernement romain malade, accuse Maxence de l'avoir affaibli, et arrache la toge impériale des épaules de celui-ci. Il s'attend à ce que les soldats le reconnaissent mais ceux-ci prennent le parti de son fils, et Maximien est obligé de quitter l'Italie en disgrâce,,. Le 11 novembre 308, pour résoudre l'instabilité politique, Galère convoque Dioclétien (qui sort de sa retraite) et Maximien à un concile général dans la cité militaire de Carnuntum sur les rives du Danube. Au cours de cette réunion, ils obligent Maximien à abdiquer de nouveau et Constantin retrouve son titre de César. Licinius, un fidèle compagnon d'armes de Galère, est nommé Auguste en Occident. Au début de l'année 309, Maximien retourne à la cour de Constantin en Gaule, la seule qui serait encore prête à l'accueillir.

## Rébellion contre Constantin et suicide
En 310, Maximien se révolte contre Constantin pendant que l'empereur est en campagne contre les Francs. Il a été dépêché au sud d'Arles avec une partie de l'armée de Constantin pour contrer les attaques de Maxence dans le sud de la Gaule. À Arles, il annonce la mort de Constantin et prend la pourpre impériale. En dépit des pots-de-vin qu'il offre à tous ceux qui voudraient le soutenir en tant qu'empereur, la majeure partie de l'armée de Constantin lui demeure fidèle, et Maximien est contraint de partir. Constantin reçoit bientôt la nouvelle de cette révolte, abandonne ses actions militaires contre les tribus franques, et progresse rapidement vers le sud de la Gaule, où il affronte un Maximien fuyant à Massilia (actuelle Marseille). La ville est plus adaptée pour résister à un long siège qu'Arles, mais cela joue peu en sa faveur car des citoyens demeurés loyaux à Constantin lui ouvrent les portes arrière. Maximien est fait prisonnier, puni pour ses crimes, et dépouillé de son titre pour la troisième et dernière fois. Constantin se montre clément envers l'empereur déchu, mais le pousse fortement au suicide. En juillet 310, Maximien se pend sur son ordre,,,,,.
Malgré la rupture passée dans leurs relations, Maxence se présente lui-même après son suicide comme un fils dévoué envers son père,,. Ainsi il frappe des pièces de monnaie portant l'image divinisée de son père et exprime son désir de venger sa mort,,.

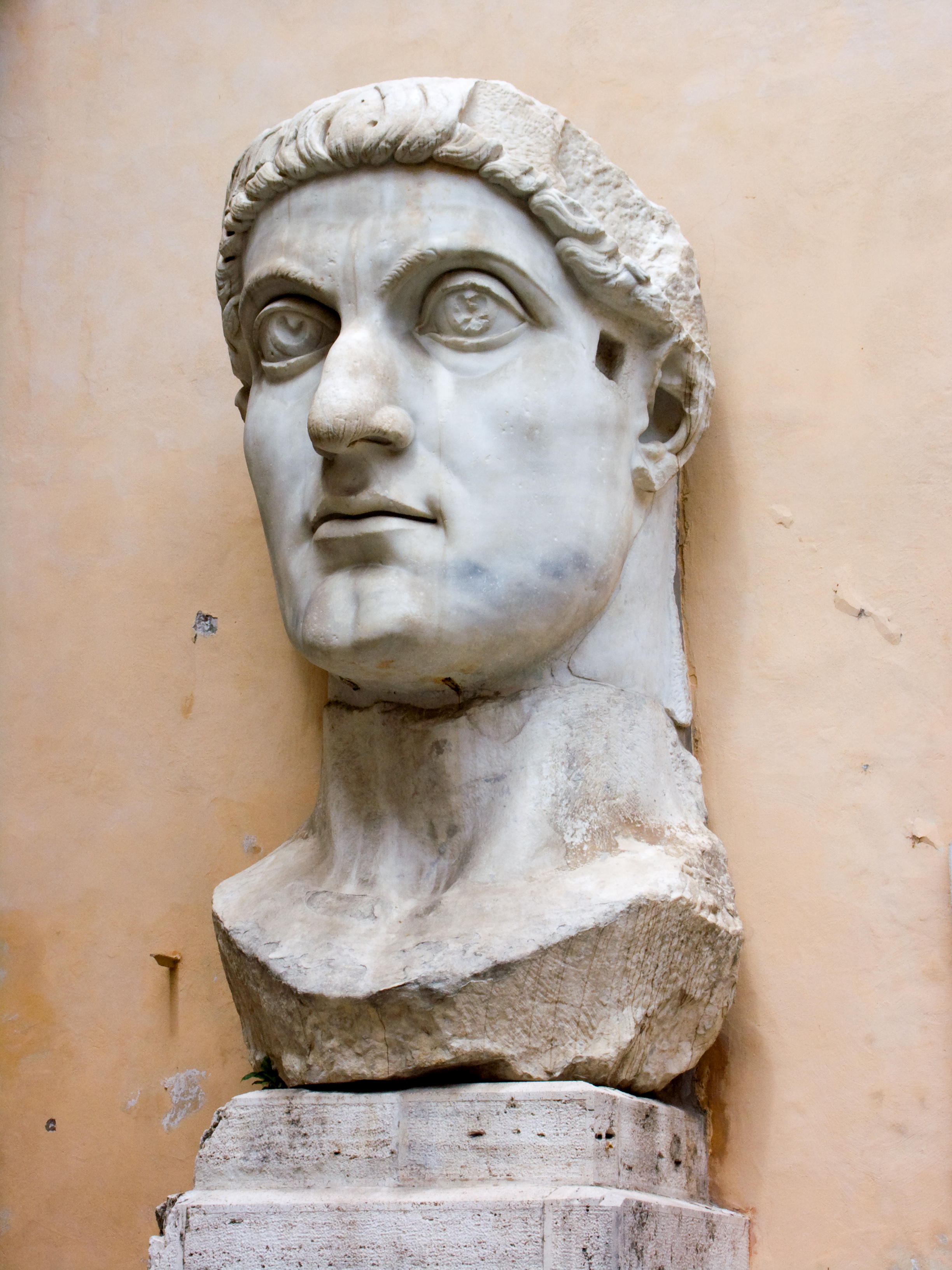
.

Constantin présente d'abord son suicide comme une malheureuse tragédie familiale. Cependant, en 311, il diffuse une autre version. D'après celle-ci, après que Constantin lui a pardonné, Maximien aurait planifié l'assassinat de celui-ci dans son lit. Fausta, informée de ce complot, prévient son époux, qui place un eunuque pour le remplacer dans son lit. Maximien est arrêté lorsqu'il tue l'eunuque, et pour éviter l'humiliation, on lui offre de se suicider, ce qu'il accepte,. En plus de cette propagande, Constantin instaure une damnatio memoriæ sur Maximien, détruisant toutes les inscriptions faisant mention de son nom et éliminant toute œuvre publique représentant son image.
Constantin défait Maxence à la bataille du pont Milvius le 28 octobre 312. Maxence y trouve la mort, et l'Italie tombe sous la domination de Constantin. Eutropia jure sous serment que Maxence n'est pas le fils de Maximien, et sa mémoire est réhabilitée. Son apothéose déclarée par Maxence est proclamée nulle et non avenue, et il est re-consacré comme un dieu, probablement en 317. Il commence à apparaître sur la monnaie de Constantin comme divus (divin) en 318, ensemble avec Constance et Claude le Gothique déifiés. Tous trois sont salués comme les ancêtres de Constantin. Ils sont surnommés « les meilleurs des empereurs ». Du fait de ses filles Fausta et Théodora, Maximien est le grand-père ou l'arrière-grand-père de chaque empereur régnant entre 337 et 363. Maximien ou l'un de ses proches aurait fait construire la villa romaine du Casale en Sicile. Il figure dans les légendes de sainte Catherine d'Alexandrie et de saint Sébastien, en général sous le nom de Maximin.
En 2018, la découverte de son tombeau contraint la ville de Milan à suspendre la construction de la ligne 4 du métro.

## Noms successifs
- Naît Maximianus
- 285, fait César par Dioclétien : Aurelius Valerius Maximianus Caesar
- 286, fait Auguste par Dioclétien : Imperator Caesar Marcus Aurelius Valerius Maximianus Pius Felix Invictus Augustus Herculius
- 287, reçoit le surnom de Germanicus Maximus
- 289, reçoit le surnom de Sarmaticus Maximus
- 295, reçoit le surnom de Persicus Maximus
- 297, reçoit les surnoms de Britannicus Maximus Carpicus Maximus
- 298, reçoit les surnoms de Armenicus Maximus Medicus Maximus Adiabenicus Maximus
- 310, titulature à sa mort : Imperator Caesar Marcus Aurelius Valerius Maximianus Pius Felix Invictus Augustus Germanicus Maximus V Sarmaticus Maximus III Persicus Maximus II Britannicus Maximus Carpicus Maximus Armenicus Maximus Medicus Maximus Adiabenicus Maximus, Pontifex Maximus, Herculius, Tribuniciae Potestatis XXI, Consul IX, Imperator XXI, Pater Patriae